# Anthophora libyphaenica
Anthophora libyphaenica is een vliesvleugelig insect uit de familie bijen en hommels (Apidae). De wetenschappelijke naam van de soort is voor het eerst geldig gepubliceerd in 1893 door Gribodo.